# Friuli Grave Cabernet riserva
Le Friuli Grave Cabernet riserva est un vin italien de la région Frioul-Vénétie Julienne doté d'une appellation DOC depuis le 1er octobre 1985. Seuls ont droit à la DOC les vins rouges récoltés à l'intérieur de l'aire de production définie par le décret.

## Caractéristiques organoleptiques
- couleur : rouge rubis plus ou moins intense, tendant au rouge orange avec le vieillissement
- odeur : vineux, épicé
- saveur : sèche, tannique, harmonique

Le Friuli Grave Cabernet riserva se déguste à une température comprise entre 15 et 17 °C. Il se gardera 2 - 4 ans, parfois plus.

## Association de plats conseillée
Les viandes rouges grillées

## Production
Province, saison, volume en hectolitres :
- pas de données disponible